# Jonny stiehlt Europa
Jonny stiehlt Europa ist ein deutsches Abenteuer- und Kriminalfilm-Lustspiel von und mit Harry Piel aus dem Jahre 1932. Seine Ehefrau Dary Holm spielte die weibliche Hauptrolle, es sollte zugleich ihr letzter Filmauftritt werden. Der Geschichte lag der gleichnamige Roman von Werner Scheff zugrunde, der gemeinsam mit Piel auch das Drehbuch verfasste.

## Handlung
Jonny Burck ist Sportmann durch und durch und überdies bis über beide Ohren verschuldet. Das Einzige, was ihm geblieben ist, ist sein edles Rennpferd „Europa“. Damit es nicht auch noch in die Hände der Gläubiger gerät, hält er das schöne Tier in einem kleinen Stall gut versteckt. Nachts trainiert er „Europa“ heimlich, um den Zossen auf eine Großveranstaltung vorzubereiten, mit dem Jonny auch seinem finanziellen Elend entkommen möchte: Der Große Preis von Nizza. An Jonnys Seite sind nur noch der treue Jockey Monk und Jonnys Schäferhund Greif geblieben.
Doch Jonny hat einen mächtigen Gegner, den Dievenak-Konzern, eine weltweit agierende Firma, die auch im Geschäft der hochprofitablen Rennschiebung tätig ist. Diese Leute wollen unbedingt verhindern, dass beim Großen Preis „Europa“ zum Einsatz kommt und zahlreiche Kleinwetter Gewinne machen. Die Schieber planen nicht weniger, als das Pferd zu beseitigen, wovon allerdings Jonny hört. Er versucht, sein Pferd aus dem Schussfeld zu ziehen und plant dessen Verkauf an die reizende und vertrauenswürdige Amerikanerin Ursel Matting bzw. ihren Vater. Doch dazu kommt es nicht mehr, „Europa“ wird zuvor auf Betreiben Dievenaks einkassiert und gepfändet. Bei der nachfolgenden Auktion kann Ursel „Europa“ dann doch noch für sich ersteigern.
Mehrfach wird nun „Europa“ gestohlen und wieder zurück gestohlen, und die Schieberbande schreckt auch nicht vor einem hinterhältigen Mordanschlag zurück, dem allerdings ein ähnlich aussehendes Pferd zum Opfer fällt. Zunächst macht Jonny lange Finger, damit das Rennpferd vor weiteren Anschlägen seiner Gegner geschützt wird. Dievenaks Leute finden jedoch den Aufenthaltsort „Europas“ heraus, eine Ruine in Südfrankreich Dort hält Jockey Monk Wache. Der schmächtige Mann wird jedoch überfallen und gefesselt zurückgelassen. Das Pferd ist vorerst futsch. Ursel ist enttäuscht von Jonnys Beteiligung an all diesen Scharaden und wendet sich vorübergehend von dem Reiter ab. Jonny geht nunmehr den Spuren der Pferdediebe nach und kann den teuren Gaul erneut in seine Gewalt bringen. Diesmal passt er höllisch auf und kann das Ross sogar unbemerkt nach Nizza bringen. Hier startet er mit „Europa“ das Rennen und reitet sogar den Sieg ein. Es kommt am Ende zur Versöhnung mit Ursel, und die beiden Pferdenarren finden schließlich zusammen.

## Produktionsnotizen
Jonny stiehlt Europa entstand zwischen dem 30. März und dem 19. April 1932 in Staaken bei Berlin (Atelier) und an der Riviera (Außendrehs). Die Uraufführung fand am 15. Juli 1932 in Berlins Titania-Palast statt. Die deutsche Fernsehpremiere war am 10. Februar 1992 auf Pro7. 2009 erschien der Film auf DVD.
Joe Pasternak übernahm die Produktionsleitung. Die Filmbauten stammen von Gustav A. Knauer. Eigil Wangøe arbeitete bei dieser Produktion als Standfotograf. Den Ton besorgte Charles Métain, Toncutter Andrew Marton half Piel bei dessen Szenen als Co-Regisseur aus.

## Kritik
Die Österreichische Film-Zeitung schrieb: „Hary [sic!] Piel hat in diesem Film zwei vierbeinige Helfer, die Stute „Europa“ und seinen Hund Greif, die staunenswerte Leistungen vollbringen und das Interesse an diesem wirkungsvollen und spannenden Film noch erhöhen. Die fesselnde Szenerie der Riviera, das anziehende Milieu und ein Ensemble vorzüglicher Darsteller machen den Film zu einem Werk, das bei allen Kinobesuchern Erfolg haben wird.“
Im Lexikon des Internationalen Films heißt es: „Genußvoll werden die kolportagehaften Verwicklungen ausgespielt; ein sehr unterhaltsamer (Trivial-)Film, ganz auf den Hauptdarsteller zugeschnitten.“